# 梁平站
梁平站，位于中华人民共和国重庆市梁平区合兴街道，是达万铁路上的火车站，由成都铁路局管辖。

## 車站周邊
- 广场宾馆
- 梁平良美旅馆
- 梁平区交通苗圃基地

## 外部連結
- 中国铁路客户服务中心 （页面存档备份，存于）